# آقاگیر
آقاگیر روستایی‌ست که در گذشته از توابعِ بخش رودبارالموت، شهرستان قزوین، استان قزوین، ایران و از سالِ ۱۳۸۷ک‌خ به‌پس از توابعِ بخش زیباشهر است.

## جمعیت
این روستا در دهستان الموت بالا جای دارد و بر اساسِ سرشماری مرکز آمار ایران در سال ۱۳۸۵، جمعیّتِ آن ۱۰۸ نفر (۳۶خانوار) بوده‌است.
این روستا با روستاهای شیرکوه، چاله، میرچین(اکبرآباد) و زَردِین همسایه است. این روستا در کنارِ رودخانهٔ لات (الموت‌رود) جای گرفته است. پیشهٔ بیشترِ مردم روستا کشاورزی و بیشترین محصولِ آن گیلاس است.